# Equinox (группа)
Equinox — болгарская группа, представитель Болгарии на Евровидении 2018 в Лисабоне с песней «Bones». Группа былa сформирована в 2018 году продюсером и композитором Бориславом Милановом из «Symphonics International». Была выбрана Болгарским телевидением закрытым отбором в качестве представителя Болгарии на «Евровидении-2018». Они выступили с песней «Bones» в первом полуфинале конкурса 8 мая.

## Состав
- Жана Бергендорф — болгарская певица, победитель второго сезона болгарской версии X Factor в 2013 году[3].
- Владимир Михайлов — болгарский певец, автор песен и актёр. Фронтмен групп «Сафо» и «Сленг». Бэк-вокалист Кристиана Костова на «Евровидении-2017» в Киеве. Как актёр, он сыграл в крупнейших болгарских фильмах 2017 года — «Бензин», «Възвишение» и «Нокаут или Всичко, което тя написа».
- Георгий Симеонов — JJ — болгарский певец, автор песен и вокальный продюсер. Он дебютировал в группе «032». В 2013 году начал свою сольную карьеру и выпустил песни «По-добре», «Че разбрах» и «Дилър на любов». Он преподает поп, соул и RnB пение и проводит мастер-классы в Софии и Пловдиве. Работал вокальным продюсером альбомов одного из крупнейших музыкальных исполнителей в Болгарии.
- Джонни Мануэль — американский певец родом из Флинта, штат Мичиган, США, Джонни Мануэль был исполнителем с раннего детства, даже гастролировал с NSYNC в возрасте 14 лет. Его выступление с песней Уитни Хьюстон «I Have Nothing» на шоу America’s Got Talent в 2017 году, где он вышел в полуфинал, собрало более 270 миллионов просмотров на Facebook. Он выпустил два сингла «Come Alive» и «Blind Faith» и в настоящее время работает над своим дебютным альбомом с «Symphonics International».
- Трей Кэмпбелл — американский автор песен и певец, проживающий в Лос-Анджелесе. Один из композиторов «Bones» и важная часть «Equinox». Трей пишет музыку для таких артистов, как Дуа Липа, Биби Рекса, норвежка Юлие Берган и румынка Александра Стан.